# Video4Linux
Projekt Video4Linux (zkráceně V4L) se zaměřuje na nahrávání videa v operačním systému Linux. Poskytuje jednotné aplikační programové rozhraní a ovladače pro webkamery, televizní karty a podobná zařízení. Projekt je programován v jazyce C a licencován licencí GNU GPL, jedná se tedy o svobodný software.
Projekt je využíván řadou koncových aplikací, například MythTV, Ekiga, FFmpeg, GStreamer, xine, VLC media player, MPlayer, mpv a Kopete.
V4L verze 1 byl do jádra zařazen ke konci cyklu 2.1.X a odstraněn z jádra ve verzi 2.6.38. Od verzí 2.5.x začal být přímo součástí jádra V4L2, tedy druhá verze V4L, která napravuje některá dřívější špatná návrhová rozhodnutí.